# Арбатский, Юрий Иванович
Ю́рий Ива́нович Арба́тский (15 апреля 1911, Москва — 3 сентября 1963, Нью-Хартфорд, штат Нью-Йорк) — композитор и музыковед российского происхождения.

## Биография
Вместе с семьёй в 1924 году эмигрировал в Прагу, где окончил среднюю школу. Учился музыке у Свечиной-Кишенской, Германа Ловецкого и Николая Лопатникова.
С 1930 года в качестве стипендиата Сергея Рахманинова учился в Лейпцигской консерватории, которую окончил в 1932 году по классу композиции. Позднее окончил Пражский университет по философскому отделению, работал научным сотрудником университета. В 1933—1942 годы жил и работал в Югославии: руководил церковными хорами, исполнял обязанности органиста, а также изучал методы игры на древних балканских инструментах (дипла, рога, давул). В 1944 году на основании собранного материала защитил диссертацию в пражском Карловом университете.
По окончании Второй мировой войны некоторое время жил и работал в Регенсбурге. В 1949 году переехал в США, с 1950 года жил в Чикаго, в 1957 году оформил американское гражданство. Работал церковным органистом и хормейстером в Чикаго, в 1961—63 годы преподавал на кафедре славистики Сиракьюсского университета.
В 1954 он передал свою коллекцию народной музыки Библиотеке Ньюберри (Чикаго).
Арбатский оставил книгу «Этюды по истории русской музыки», значительная часть которой посвящена музыке Древней Руси. В числе его трудов — научные статьи, статьи в энциклопедиях.
В его композиторском наследии — 8 симфоний, камерные, органные и хоровые сочинения.

## Избранные труды
- Арбатский Ю. Этюды по истории русской музыки :  [рус.]. — Нью-Йорк : изд-во им. Чехова, 1956. — 412 с.
- Albanien // Die Musik in Geschichte und Gegenwart: Enzyklopädie. — Kassel; Basel, 1949. — Bd. 1. — S. 282—285.[7]

## Награды
- Гугенгеймовская премия (1955)[3].